# Lord-lieutenant du Warwickshire
Ceci est une liste de personnes qui ont servi lord-lieutenant du Warwickshire. Depuis 1728, tous les Lord Lieutenants ont été également Custos Rotulorum of Warwickshire.

## Lord-lieutenants du Warwickshire
- Ambrose Dudley (3e comte de Warwick) 1569–1570
- vacant
- Ambrose Dudley 3e comte de Warwick bef. 1587 – 21 février 1590
- vacant
- William Compton (1er comte de Northampton) 29 octobre 1603 – 24 juin 1630
- Spencer Compton (2e comte de Northampton) 17 juillet 1630 – 1642
- Robert Greville (2e baron Brooke) 1642 (Parlementaire)
- Basil Feilding (2e comte de Denbigh) 1643 (Parlementaire)
- Interregnum
- James Compton (3e comte de Northampton) 18 juillet 1660 – 15 décembre 1681
- Edward Conway, 1er comte de Conway 23 janvier 1682 – 11 août 1683
- Robert Spencer (2e comte de Sunderland) 5 septembre 1683 – 29 mars 1686
- George Compton (4e comte de Northampton) 29 mars 1686 – 5 décembre 1687
- Robert Spencer, 2e comte de Sunderland 5 décembre 1687 – 20 juin 1689
- George Compton, 4e comte de Northampton 20 juin 1689 – 21 juillet 1715
- John Montagu (2e duc de Montagu) 21 juillet 1715 – 5 juillet 1749
- Francis Greville (1er comte de Warwick) 3 octobre 1749 – 29 juin 1757
- Francis Seymour-Conway 1er marquis de Hertford 29 juin 1757 – 14 juin 1794
- George Greville, 2e comte de Warwick 6 février 1795 – 2 mai 1816
- Francis Ingram-Seymour-Conway, 2e marquis d'Hertford 19 juillet 1816 – 28 juin 1822
- Henry Greville (3e comte de Warwick) 18 juillet 1822 – 10 août 1853
- William Craven, 2e comte de Craven 12 septembre 1853 – 12 mars 1856
- William Leigh, 2e baron Leigh 12 mars 1856 – 21 octobre 1905
- Hugh Seymour (6e marquis d'Hertford) 27 novembre 1905 – 23 mars 1912
- William Compton, 5e marquis de Northampton 7 mai 1912 – 15 juin 1913
- William Craven, 4e comte de Craven 18 juillet 1913 – 10 juillet 1921
- Francis Leigh (3e baron Leigh) 8 aout 1921 – 16 mai 1938
- Lord Henry Charles Seymour 20 juin 1938 – 18 juin 1939
- John Verney, 20e baron Willoughby de Broke 28 août 1939 – 15 janvier 1968
- Charles Smith-Ryland 15 janvier 1968 – 1989
- Francis FitzRoy Newdegate, 3e Vicomte Daventry 19 mars 1990 – 17 janvier 1997[1]
- Sir Martin Dunne 17 January 1997 – 30 March 2013[2]
- Timothy Cox 2 April 2013 – présent[3]